# Taylor Aylmer
Taylor Aylmer (* 23. September 1998 in Garnerville, New York) ist eine US-amerikanische Fußballspielerin.

## Karriere
Sie spielte in ihrer College-Zeit von 2016 bis 2019 für die Rutgers Scarlet Knights. Sie registrierte sich zum Draft zur NWSL-Saison 2020 wurde hier aber nicht ausgewählt. Der NJ/NY Gotham FC lud sie aber zum Vorsaison-Training ein, durch die COVID-19-Pandemie, konnte dieses nicht wirklich stattfinden. So verbrachte sie dann den Rest der Spielzeit bei Washington Spirit, unterschrieb hier aber auch keinen Vertrag. Im April 2021 wurde sie dann als National Team Replacement Player vom Gotham FC unter Vertrag genommen. Für den Klub kam sie dann so einmal beim NWSL Challenge Cup 2021 zum Einsatz. Nach dem Länderspielfenster wurde ihr Vertrag dann aber auch nicht verlängert.
Mitte des Jahres unterschrieb sie dann ebenfalls als National Team Replacement Player einen Vertrag bei Washington Spirit. Dort erhielt sie dann am 21. Juli auch ihren ersten Saison-Einsatz. Dieser Vertrag wurde dann auch im August bis zum Ende der Spielzeit verlängert. Nach ein paar weiteren Einsätzen gewann sie mit ihrer Mannschaft in dieser Spielzeit dann auch die Meisterschaft. Danach wurde ihr Vertrag auch verlängert, mit der Option auf ein weiteres Jahr. So kam sie auch in der Folgesaison zu einigen Einsätzen. Im November 2022 wurde die Option von Seiten des Franchise aber nicht gezogen und ihr Vertrag damit beendet.
Für die Spielzeit 2023 nahm sie dann Åland United aus Finnland unter Vertrag. Von April bis Juli machte sie für den Klub zwölf Einsätze und erzielte ein Tor sowie zwei Assists. Im Juli 2023 kehrte sie per Kurzzeitvertrag dann wieder in die NWSL zurück, wo sie nun bei Racing Louisville unterschrieb.